# Samuel Breck (général)
Pour les articles homonymes, voir Samuel Breck et Breck.
Samuel Breck (25 février 1834 - 23 février 1918) était un officier de l'armée américaine (US Army) qui a occupé le poste d'adjudant général de l'armée américaine de 1897 à 1898.

## Biographie

### Début de carrière
Né à Middleborough, dans le Massachusetts, dans l'une des plus anciennes familles de l'État, Breck entre à l'Académie militaire des États-Unis à West Point le 1er juillet 1851. Il en sort septième de sa promotion le 1er juillet 1855 et est nommé sous-lieutenant d'artillerie. Au sein du 1er régiment d'artillerie, il sert en Floride pendant la troisième guerre séminole.
De 1856 à 1860, Breck sert dans plusieurs forts le long des côtes de l'Atlantique et du Golfe. De 1856 à 1857, il fait partie de la garnison de Fort Moultrie en Caroline du Sud. Il sert à Fort McHenry dans le Maryland de 1857 à 1859. En 1859, il part de Helena, dans l'Arkansas, pour se rendre à Fort Clark, au Texas. Plus tard, en 1859 et 1860, il est à nouveau dans la garnison de Fort Moultrie, en Caroline du Sud.
Le 23 septembre 1857, à Auburndale, dans le Massachusetts, Breck épouse Caroline Juliet Barrett (née le 18 mai 1832), fille de Samuel et Anne Juliet (Eddy) Barrett. Ils ont deux enfants : Amelia, née le 25 août 1860 à Fort Moultrie, en Caroline du Sud, morte en bas âge ; et Samuel, né le 8 août 1862 à Washington, D.C., qui devint médecin à Boston.
Du 24 septembre 1860 au 26 avril 1861, Breck est professeur adjoint de géographie, d'histoire et d'éthique à West Point. Du 26 avril au 3 décembre 1861, il est professeur adjoint principal de géographie, d'histoire et d'éthique. Pendant cette période, il est premier lieutenant du 1er régiment d'artillerie, du 11 avril 1861 au 20 février 1862. Breck est promu captain (capitaine) le 19 novembre 1861.

### Guerre civile
Le 29 novembre 1861, Breck devient capitaine d'état-major et adjoint à l'adjudant général de la division du général Irvin McDowell de l'Armée du Potomac, qui défend Washington pendant la guerre civile américaine ou, comme l'Union l'appelait à l'époque, "la rébellion des États sécessionnistes".
Le 24 mars 1862, Breck devient adjudant-général adjoint du 1er corps d'armée (1st Army Corps). Du 4 avril au 20 juin 1862, il est adjudant général adjoint du département du Rappahannock. Le 18 avril 1862, il participe à l'occupation de Falmouth, en Virginie, sur la rive nord de la rivière Rappahannock, en face de Fredericksburg, en VirginieFredericksburg (Virginie). Il est nommé major, aide de camp supplémentaire, le 23 mai 1862. Fin mai et début juin, il fait partie de l'expédition infructueuse du brigadier général Irvin McDowell dans la vallée de la Shenandoah pour intercepter les forces confédérées du général Stonewall Jackson et couper leur voie de retraite à partir de Winchester, en Virginie.
Le 2 juillet 1862, Breck prend le poste d'assistant au bureau de l'adjudant-général à Washington, qu'il occupe jusqu'à la fin de la guerre. Il est chargé "des listes, des rapports, des livres, des blancs et des affaires concernant les hommes enrôlés des forces régulières et volontaires, des dossiers des commandements abandonnés et de la préparation et de la publication du 'Registre de l'armée des volontaires'".
Samuel est successivement breveté lieutenant-colonel (24 septembre 1864), colonel (13 mars 1865) et Brigadier General (Général de brigade) (nommé le 8 mars 1866 et confirmé le 4 mai 1866 au grade du 13 mars 1865 "pour service diligent, fidèle et méritoire dans le département de l'adjudant général pendant la rébellion").

### La suite de sa carrière
Breck reste au département de l'adjudant-général après la fin de la guerre. À partir de 1879, il sert en Californie, à New York, à Washington et dans le Minnesota. À partir de 1885, il occupe le poste d'adjudant général pour différents départements, notamment le département de la Platte, Omaha (Nebraska) et le département du Dakota. Il est promu lieutenant-colonel adjoint à l'adjudant général le 28 février 1887.
En août 1893, il retourne au département de l'adjudant-général à Washington en tant que colonel et, le 11 septembre 1897, il est élevé par le président William McKinley et le secrétaire à la guerre Russell Alger au rang d'adjudant général de l'armée américaine avec le grade de Brigadier General (Général de brigade).
Il prend sa retraite en février 1898 et meurt le 23 février 1918 à Brookline, dans le Massachusetts.

## Source
- (en) Cet article est partiellement ou en totalité issu de l’article de Wikipédia en anglais intitulé « Samuel Breck (general) » (voir la liste des auteurs).